# Chárbel Makhlouf
Chárbel Makhlouf, también conocido como Sarbelio o como Youssef Antoun (José Antonio) (en árabe, شربل مخلوف Sharbil Majluf; Beqakafra, 8 de mayo de 1828-Annaya, Líbano, 24 de diciembre de 1898), fue un asceta y religioso maronita libanés (su verdadero nombre era Yusef Antun Majluf (يوسف أنطون مخلوف), Yusef es el equivalente árabe de “José” y Antun lo es de “Antonio”).

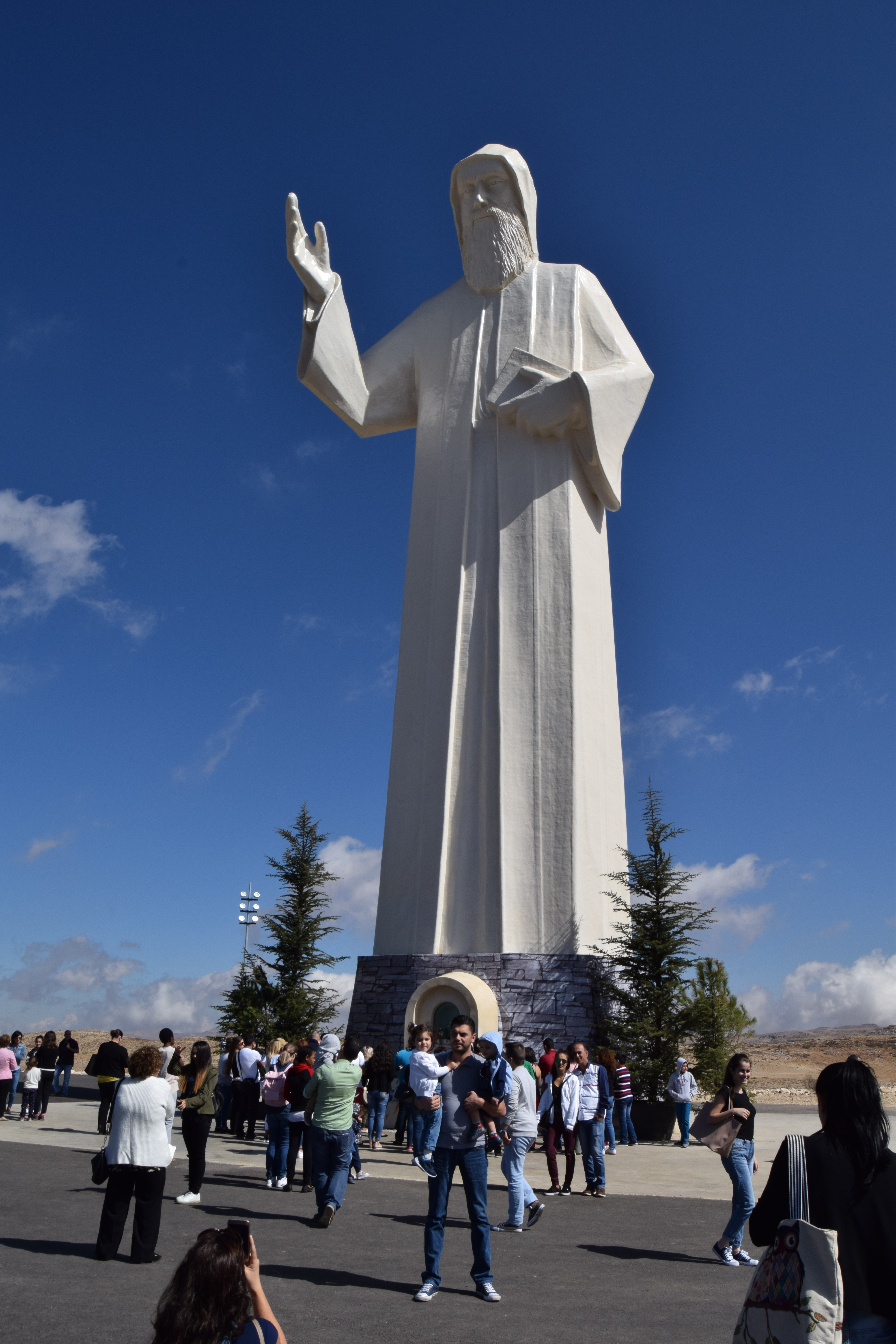
Estatua de San Chárbel Makhlouf en Faraya, Líbano

Quedó huérfano de padre a la edad de 3 años, y quedó luego al cuidado de su madre, quien posteriormente se casó en segundas nupcias con un hombre devoto que sería después monje maronita (el hombre casado en el rito maronita, tiene acceso a ordenarse como sacerdote).
En su honor, se creó la Medalla de San Chárbel.

## Sus años como monje maronita
En 1851, se trasladó a la localidad de Mayfouq, en cuyo monasterio maronita ingresó como novicio y recibió el nombre de Fray Chárbel, a la edad de 23 años. Permaneció también en Kfifane, donde recibió instrucción de su confesor, San Nimatullah Al-Hardini.
En el monasterio maronita de Annaya, donde vivió hasta su muerte, hizo los votos solemnes en 1853 y fue ordenado sacerdote en 1859.
Fray Chárbel se destacó por su amor a Cristo y su vida de oración, ayuno y sufrimientos, la predicación y por la taumaturgia (don de sanar enfermos) que, para los creyentes, continuó incluso después de su muerte.

## San Chárbel: Ejemplo de vida consagrada al sacerdocio
Chárbel, con 25 años de edad, se consagró según la liturgia católica en 1853 al Señor por los tres votos religiosos de obediencia, pobreza y castidad, y tuvo su plena consagración recibiendo, a la edad de 31 años, el sacramento del sacerdocio, el 23 de julio de 1859 en la sede patriarcal de Bkerke, por la imposición de las manos de Monseñor Yusef El-Marid. 
En su vida sacerdotal, san Chárbel no hizo más que poner en práctica lo que había aprendido de su maestro espiritual y profesor de teología, san Nemetala Al-Hardini, cuando le dijo : «Ser sacerdote, hijo mío, es ser otro Cristo. Para llegar a serlo no hay más que un camino: ¡el del Calvario! Comprométase sin decaimiento. Él lo ayudará». Así Chárbel vivió su consagración religiosa y sacerdotal, imitando a Cristo el sacrificado y haciendo de su misa el centro alrededor del cual se cristalizaría su existencia como sacerdote ermitaño.
Según la Biblia, Dios llama al sacerdote como llamó a Abraham: «Deja tu tierra natal y la casa de tu padre, y ve al país que yo te mostraré. Yo... te bendeciré. Engrandeceré tu nombre y serás una bendición y por ti se bendecirán todos los pueblos de la tierra» (Génesis 12, 1-3). Así Chárbel entendió la misión del sacerdote y dejó atrás casa, familia y tierra para dedicarse a ejercer el ministerio dentro de los límites de su vocación monacal. Su desprendimiento fue total, llegando al punto de rehusar a ir a su aldea para celebrar una misa en presencia de su madre, llamada Brigitte Chediac, la cual no pudo asistir a su ordenación sacerdotal. Pero el espíritu que lo determinó a tomar esta decisión, será siempre el secreto de su mística espiritual y el misterio de su santidad. 
Siendo así que durante toda su vida ejerció su labor como sacerdote, librándose de las ataduras de la sangre para unirse a los lazos de la gracia y así ser dócil a la acción del Espíritu Santo.

## Su muerte y canonización
Chárbel Mahklouf murió en el monasterio maronita de Annaya, en la Nochebuena de diciembre de 1898 debido a una enfermedad, que le provocó parálisis. Así actualmente yacen sus restos incorruptos. Se dice que desde su tumba emana un líquido acuoso de sangre, siendo éste un caso de emanación milagrosa de sangre licuada o licuefacción, como los de san Jenaro de Nápoles, san Nicolás de Tolentino y de san Pantaleón en el Monasterio de la Encarnación de Madrid.
Fue beatificado en 1965 y canonizado en 1977, siendo desde ese año el primer santo católico del Líbano. Se convirtió en un santo antes que su maestro «san Nemetala Al-Hardini».

## Milagros
Según la tradición popular se dice que Dios quiso señalar a este santo por numerosos prodigios y/o milagros, tanto durante su vida como posteriormente. Inmediatamente después de enterrado, durante cuarenta y cinco noches abundaron testimonios de que brilló una luz muy intensa en su tumba. El pueblo sencillo le veneraba como santo, aunque la jerarquía, prohibió su culto formal mientras la Iglesia no pronunciara su veredicto. 
Ante la insistencia de sus acólitos por los eventos considerados milagrosos, finalmente se procedió a la exhumación de su cuerpo cuatro meses después, para examinar el fenómeno. El monje Chárbel Makhlouf había sido enterrado sin ataúd, como recomienda la regla de su orden, encontraron su cuerpo flotando en el barro en una tumba inundada de agua. Se conservó incorrupto, exudaba sangre hasta el día de su canonización, emite constantemente un bálsamo perfumado que ha sido apreciado como prodigioso.
La devoción a San Chárbel se ha propagado en la actualidad por el aumento de milagros atribuidos a su intercesión. En América es particularmente venerado en México, a partir de la inmigración maronita que comenzó en el siglo XIX. Se suele decir que Dios desea dedicar este santo como signo de su deseo de armonizar el Oriente con el Occidente: «Yo tomaré de lo más escogido del cedro, de lo alto de sus ramas y le plantaré sobre un monte alto... Y dará fruto y llegará a ser un Noble Cedro.» (Libro de Ezequiel 17:22-23).
Más de 20 mil milagros han sido investigados y registrados por la Iglesia Católica, “El Santo Chárbel ha realizado milagros en todo el mundo en Líbano, Irak, Brasil, Egipto, USA, Australia, Francia, Argentina, Rusia,” dice el sacerdote Wissan Akiki de Saint Joseph Catholic Church en Phoenix en el 5406 E. Virginia Avenue.
Entre los milagros más mediáticos se encuentran:
- Milagro a la Nouhad El-Chami, esposa de Semaan Chami, originarios de Mezarib, Jbail, con 55 años de edad y 12 hijos. El 9 de enero de 1993, el Hospital Saint Martine le diagnosticó una hemiplejía del lado izquierdo: pierna, brazo y boca. Con grandes dolores e inválida, la noche del 22 de enero de 1993 pidió la intercesión para que Dios dispusiera de ella. San Chárbel se le apareció y puso su mano en su cuello y dijo: «Estoy aquí para hacer una operación a tu dolor». Luego ella declaró: “A las 2 de la mañana pude ir al baño para ver qué había sucedido, y observé 2 heridas en mi cuello, cada una de 12 cm aproximadamente. Fui a la habitación de mi marido que está frente a la mía y encendí la luz. Mi esposo me miró y dijo en voz fuerte: «¿cómo llegaste acá tu sola?, puedes caerte y eso sería otra catástrofe». Moví mi mano y dije: «No te preocupes, San Chárbel me curó, puedo caminar. ...» « [5]

- Milagro a Iskandar Obeid: en el Hospital Francés del Sagrado Corazón en Beirut, el Dr. Nakarier aconsejó al paciente ir a casa, recostarse y descansar, ya que había perdido la vista de un ojo por un accidente hace 13 años y ante grandes dolores y riesgo de infección del otro ojo, mientras programaban extirparle el ojo. Ya en su casa, una noche Iskandar soñó que estaba parado enfrente de un monasterio. Un monje apareció y le preguntó qué era lo que le pasaba. «Mi ojo me duele tanto», respondió Iskandar, entonces le dijo: «Voy a poner este polvo en tu ojo. Será extremadamente doloroso y tu ojo se hinchará. No temas, porque eso será para curarte.», Iskandar luego declaró: «Él cubrió el ojo de Iskandar con el polvo y desapareció. Luego del dolor e hinchazón, con gran alegría Iskandar le dijo a su esposa: «Tráeme la imagen del Padre Chárbel». Iskandar tapó su ojo sano y contempló la imagen con el ojo dañado, hizo la señal de la cruz y gritó: «Puedo verla, ¡estoy curado!». Los mismos médicos que estudiaron el fenómeno declararon unánimemente: «Iskandar, el que perdió el uso de un ojo hace trece años, ahora puede ver normalmente con ambos ojos. El iris deteriorado, que no permitía el paso de la luz, ahora es absolutamente normal».[6]

- Milagro de Sor María Abel Kamary: nació en Hammana, Líbano, ingresó al convento de las Hermanas del Sacro Corazón en 1929. Su salud fue afectada en 1936 cuando sintió dolor al estómago y vomito. Los exámenes radiológicos revelaron que sufría de úlcera gástrica y que el hígado, vesícula biliar y riñones estaban afectados y no funcionaban con normalidad. Fue operada 2 veces sin resultado positivo y el sufrimiento persistió 14 años agravándose con vómito constante, dolor de huesos, parálisis de la mano derecha, irritación de los dientes. Fue llevada al sepulcro del San Chárbel, tocó la tumba y sintió una corriente de aire en su espalda. Mientras que rezaba al lado de la tumba vio el nombre de San Chárbel escrito en la losa y coronado de gotas de sudor brillantes. Las secó con su velo y las aplicó en el área de dolor. De pronto, se levantó y camino emitiendo gritos de alegría y felicidad.[2]

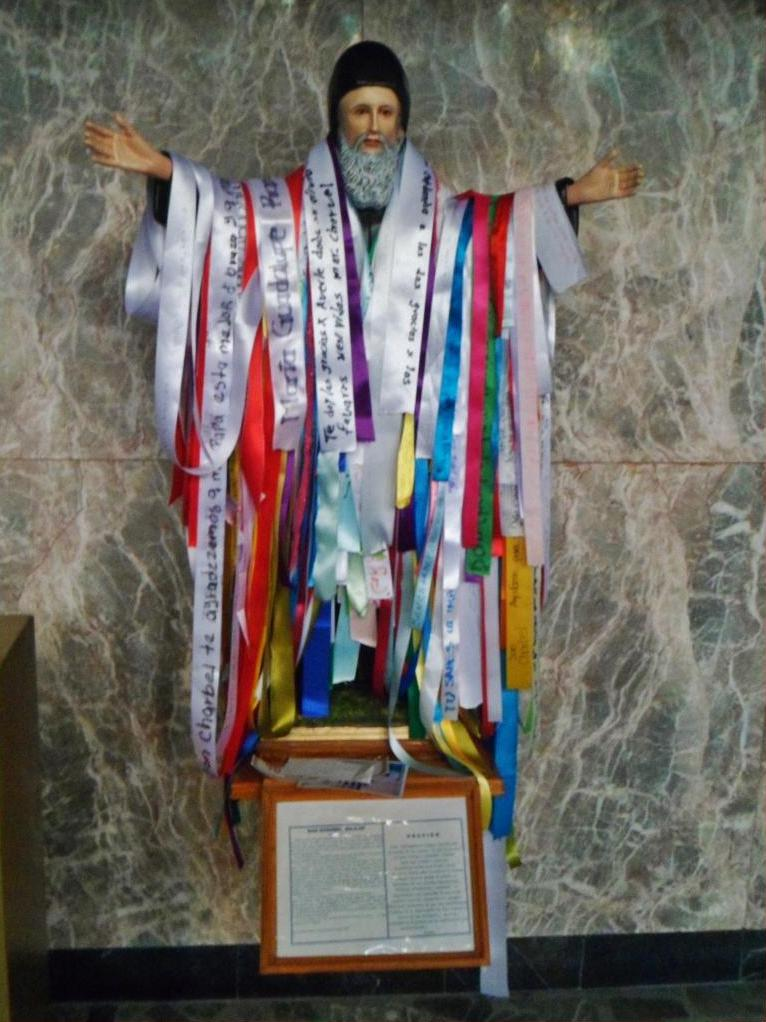
Imagen de San Chárbel en la Iglesia Católica de San Luis Potosí

- Milagro de Dafne Gutiérrez: Una extraña enfermedad dejó a Dafne Gutiérrez, una joven madre hispanoamericano de Phoenix en completa oscuridad. Los médicos le aseguraron que no volvería a ver y que no podían hacer nada por ella. Tras meses en las tinieblas, Dafne fue a la iglesia de St. Joseph en Phoenix. El padre Wissam Akiki, encargado del templo, le habló del poder de la fe y del increíble poder de sanación de San Chárbel y le pidió que cerrara los ojos y se dejara ungir con un aceite que había sido traído desde el Líbano. El padre dijo que mientras le ponía el aceite a Dafne, le pedía a Dios a través de San Chárbel.  Dafne dijo que 2 días después “Me levanté en la madrugada y le dije a mi esposo, me duelen mis ojos. Me tiemblan, me duelen. Él me dice que me sale un olor a carne quemada. Abrí los ojos, y te miro y no solo con un ojo, sino con los dos,” le dijo a su esposo. El 22 de enero del 2016 fue así reportado por Univisión.[7]

- Listones de milagros a San Chárbel: es una tradición para anotar cada una de las peticiones al Santo Chárbel, lo usaban en los tiempos antiguos en varias religiones y ritos, ahora muchas personas devotas lo hacen y lo mantienen vigente con San Chárbel, escriben en un listón su petición y se lo presentan al santo, con mucha fe, esperando se hagan grandes milagros. Iniciada en el Templo Maronita de México, ubicado en el centro histórico y rodeado de mercerías que suplen las cintas. Se dice que hace un tiempo una fiel angustiada por su padecimiento, pasó a rezar para solicitar la misericordia de Dios y encontrándose con la imagen de San Chárbel, le pide su socorro, siéndole concedido su ruego, se le considera milagro a nivel popular y así «de boca en boca» se extendió en México primero y luego en Latinoamérica y otros continentes.[8]